# لوكال-يرا وميسلامتيا

لوكال-يرا وميسلاميتيا هما "توأمان عظيمان" من كوكبة الجوزاء.

في ديانة بلاد ما بين النهرين القديمة، Lugal-irra وMeslamta-ea هي مجموعة من الآلهة التوأم الذين كانوا يُعبدون في قرية Kisiga، وتقع في شمال بابل. كانوا ينظر إليهم على أنهم حراس للمداخل، وقد يكونون في الأصل متصورين كمجموعة من التوائم التي تحرس بوابات العالم السفلي، الذي قام بتقطيع الموتى إلى قطع أثناء مرورهم عبر البوابات. خلال الفترة الآشورية الجديدة، سيتم دفن صور صغيرة منها عند المداخل، مع وجود لوجال-إيررا دائما على اليسار وmeslamta-ea دائماً على اليمين. هم متطابقون ويظهرون وهم يرتدون قبعات مقرنّة ولكل منهم فأس وصولجان. يتم التعرف عليها مع كوكبة برج الجوزاء، الذي سمي على اسمها.